# Larga (Gurghiu), Mureș
Larga este un sat în comuna Gurghiu din județul Mureș, Transilvania, România. În trecut, făcea parte din hotarul Cașvei care aparținea Domeniului Gurghiu. După cucerirea Transilvaniei de către austrieci,  Domeniul Gurghiu este concesionat  în 1734 vicecancelarului Ungariei, Kaszony János, care primește titlul de baron și numele de  Bornemissza. Acesta construiește pe locul actual al localității Larga de Sus o manufactură de sticlă. La fabrică sunt colonizați meșteri sticlari din Imperiul austriac (Cehia și Moravia), precum  și muncitori care să lucreze în carierele de cuarț, cărăuși, tăietori de lemne, care asigurau materiile prime pentru fabrică. În 1783, manufactura este mutată mai spre nord, pe locul unde se află azi centrul satului Glăjărie.
Localitatea aparținea de comuna Cașva și după ridicarea Glăjăriei la rang de comună (1847), însă oamenii de aici mergeau să se roage la biserica din Glăjărie, iar copiii de aici frecventau școala din Glăjărie, chiar în limba maghiară, înainte de 1918, datorită distanței mai mici decât față de Cașva.

## Imagini

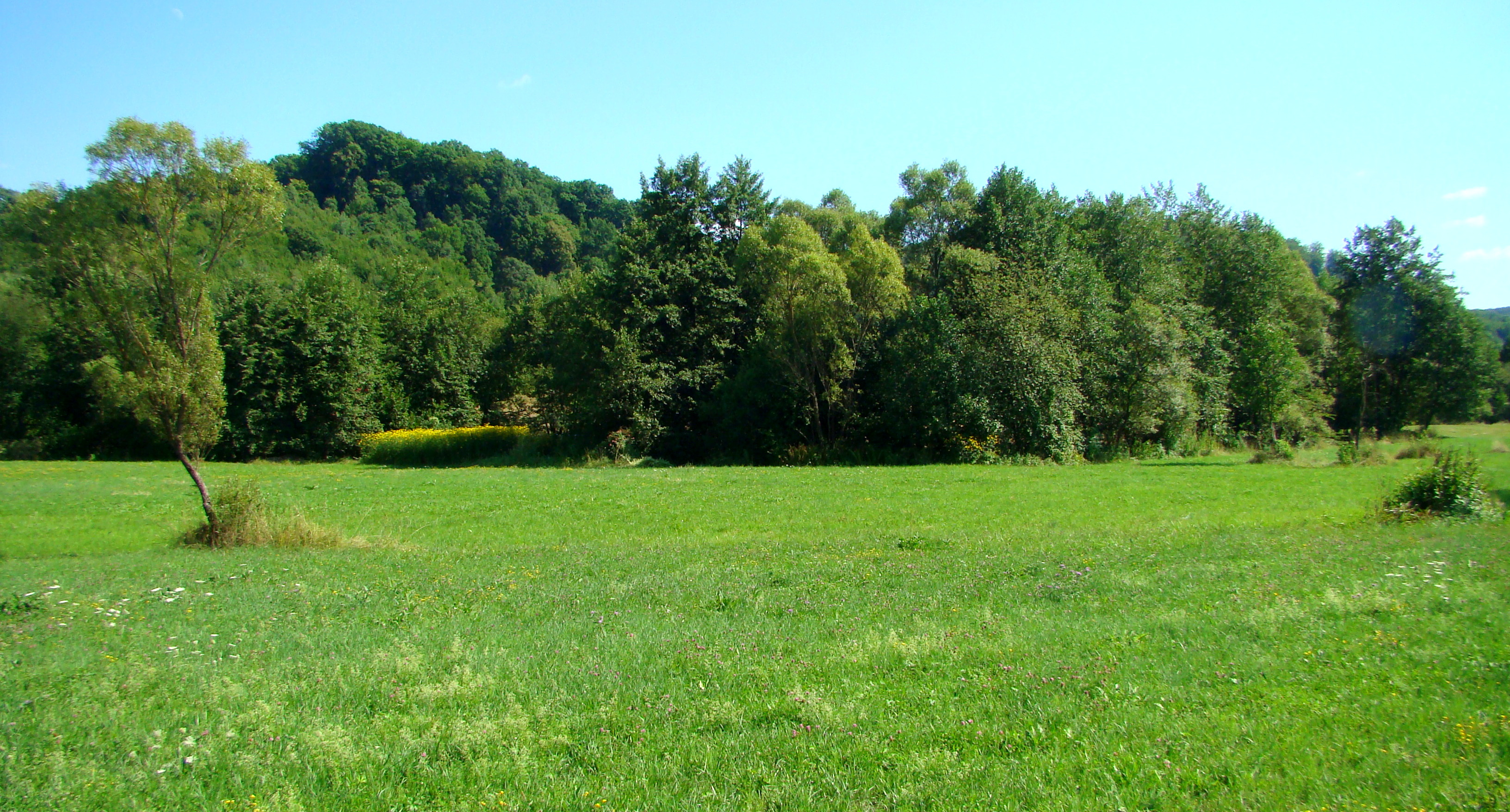
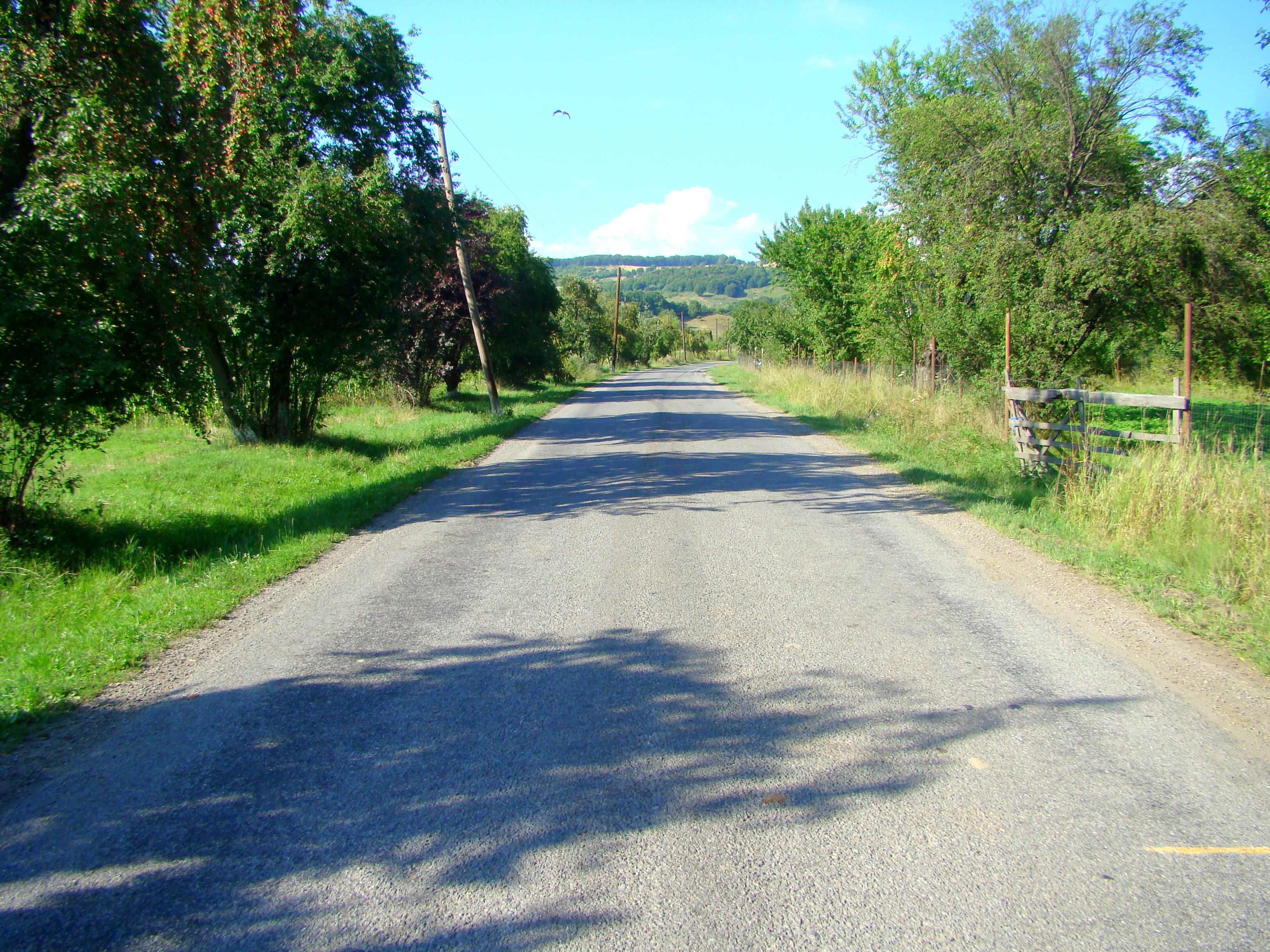
Drumul Glăjărie-Larga
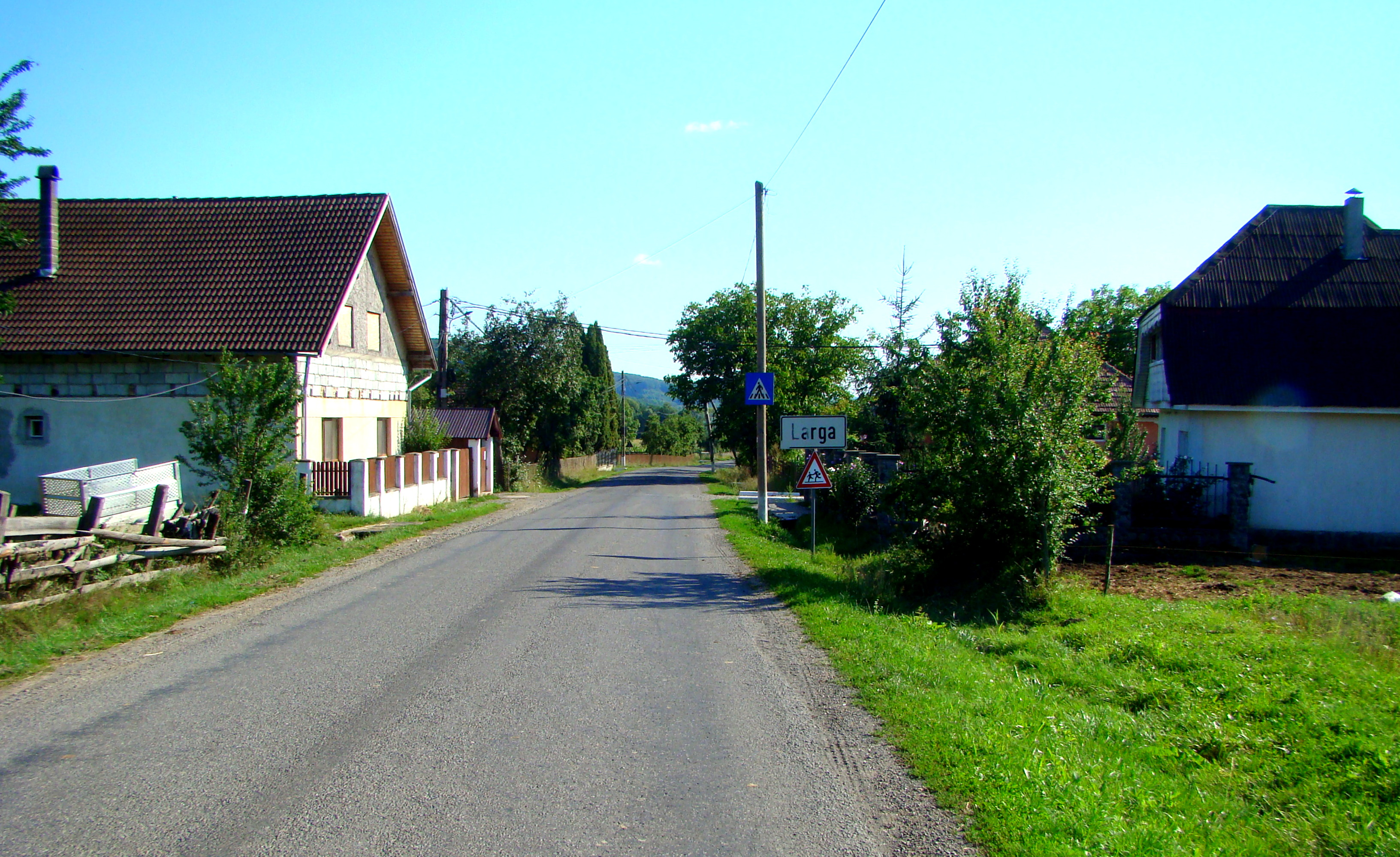
Intrarea în localitate dinspre Glăjărie
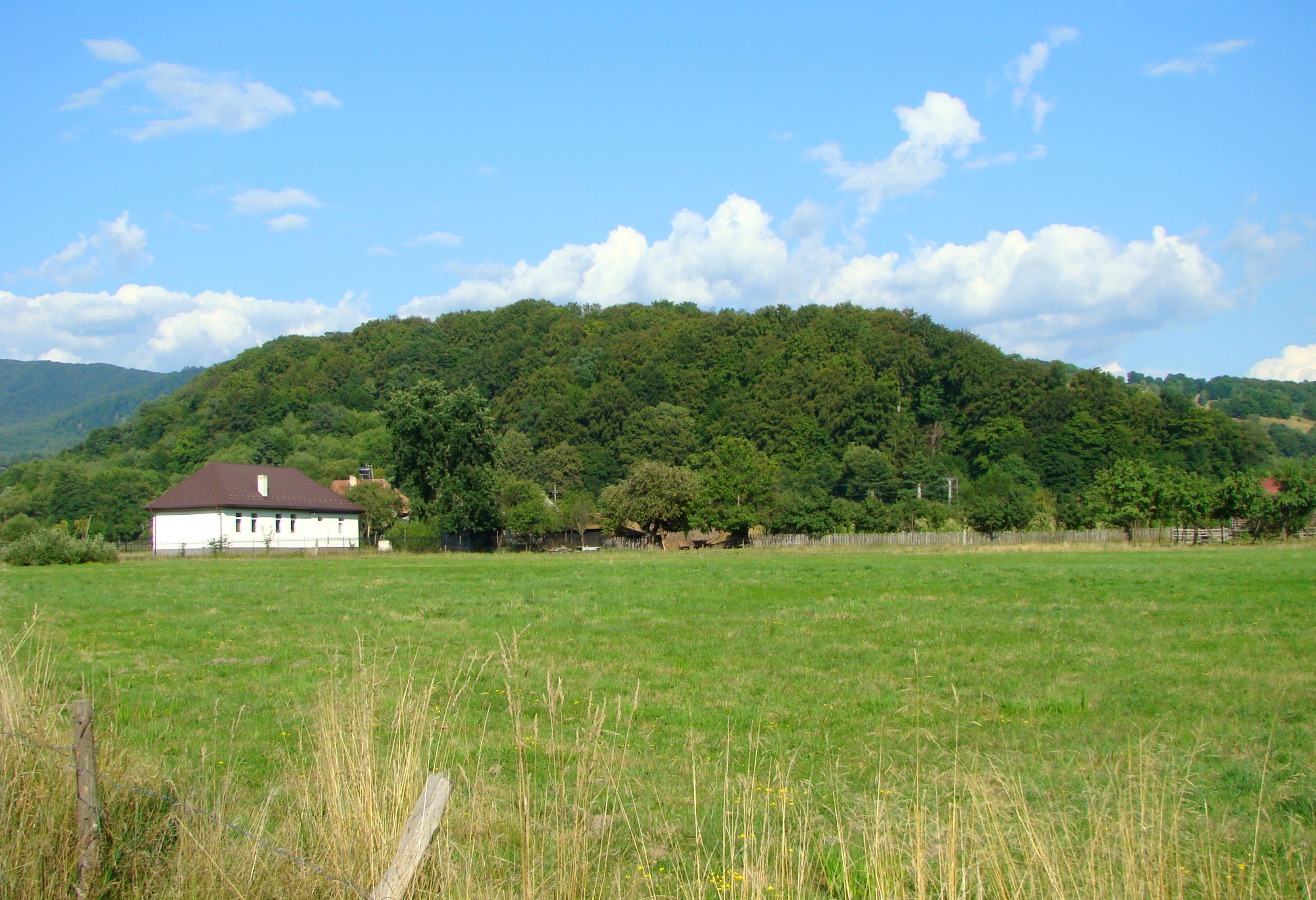
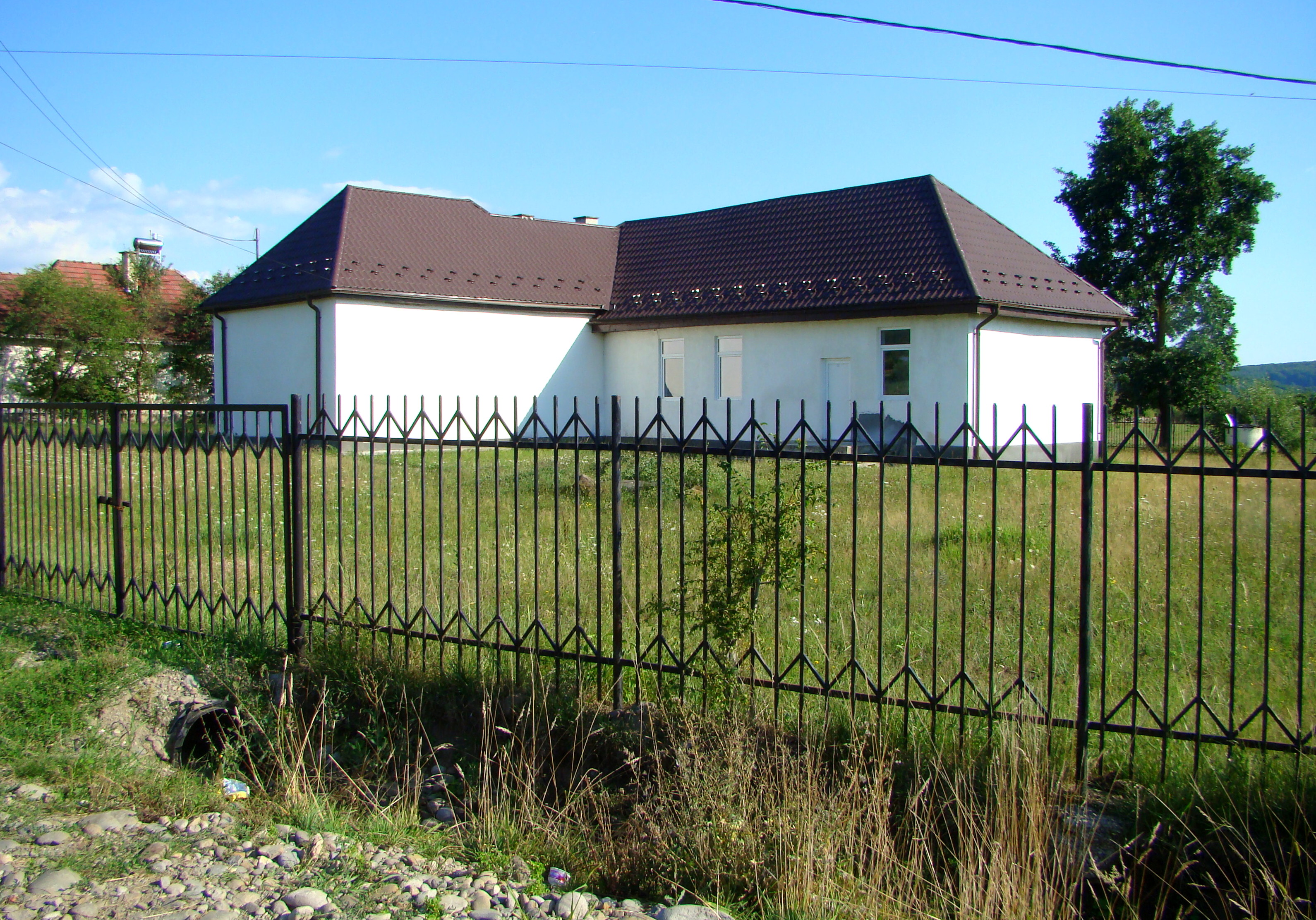
Căminul cultural
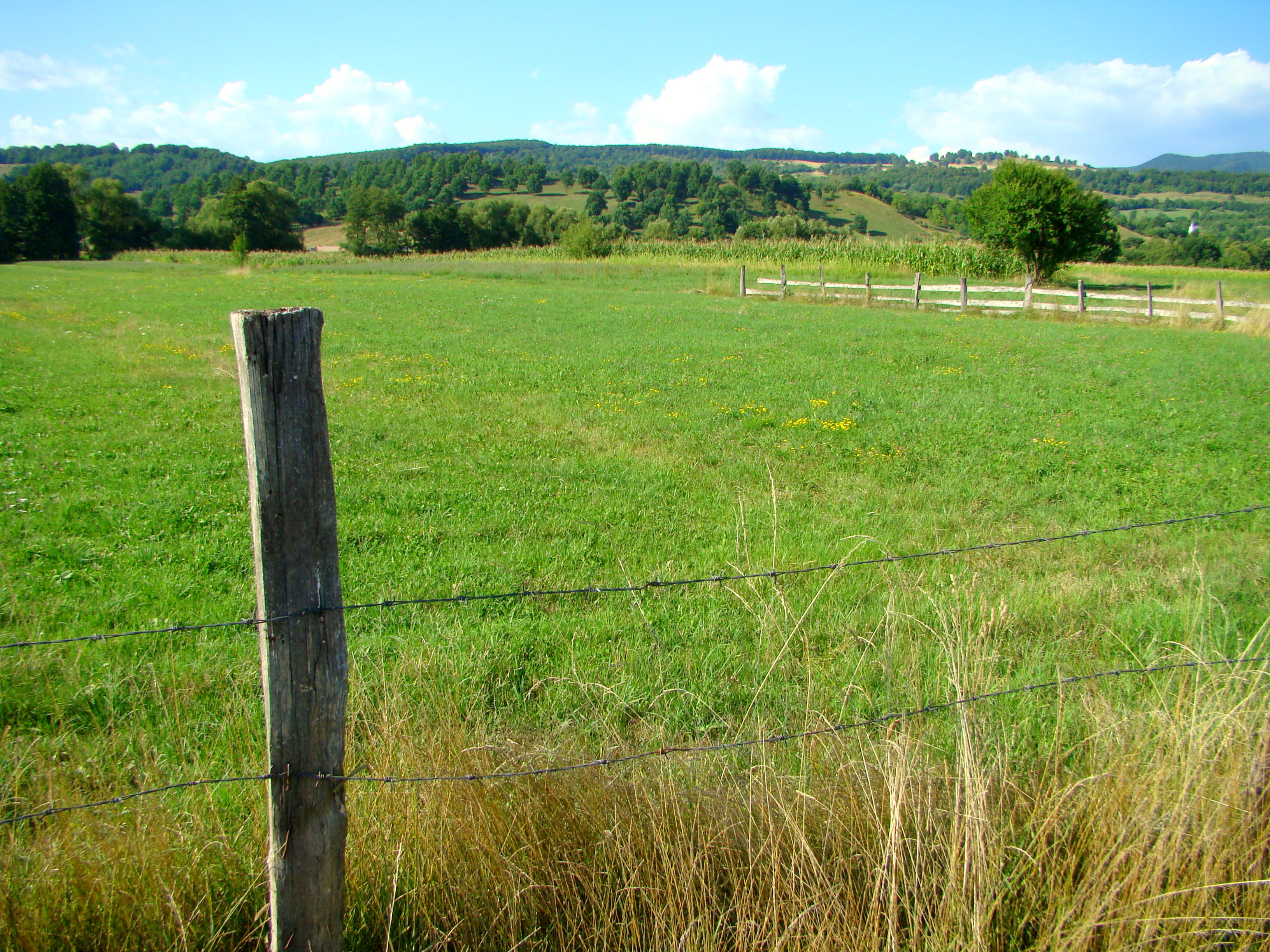
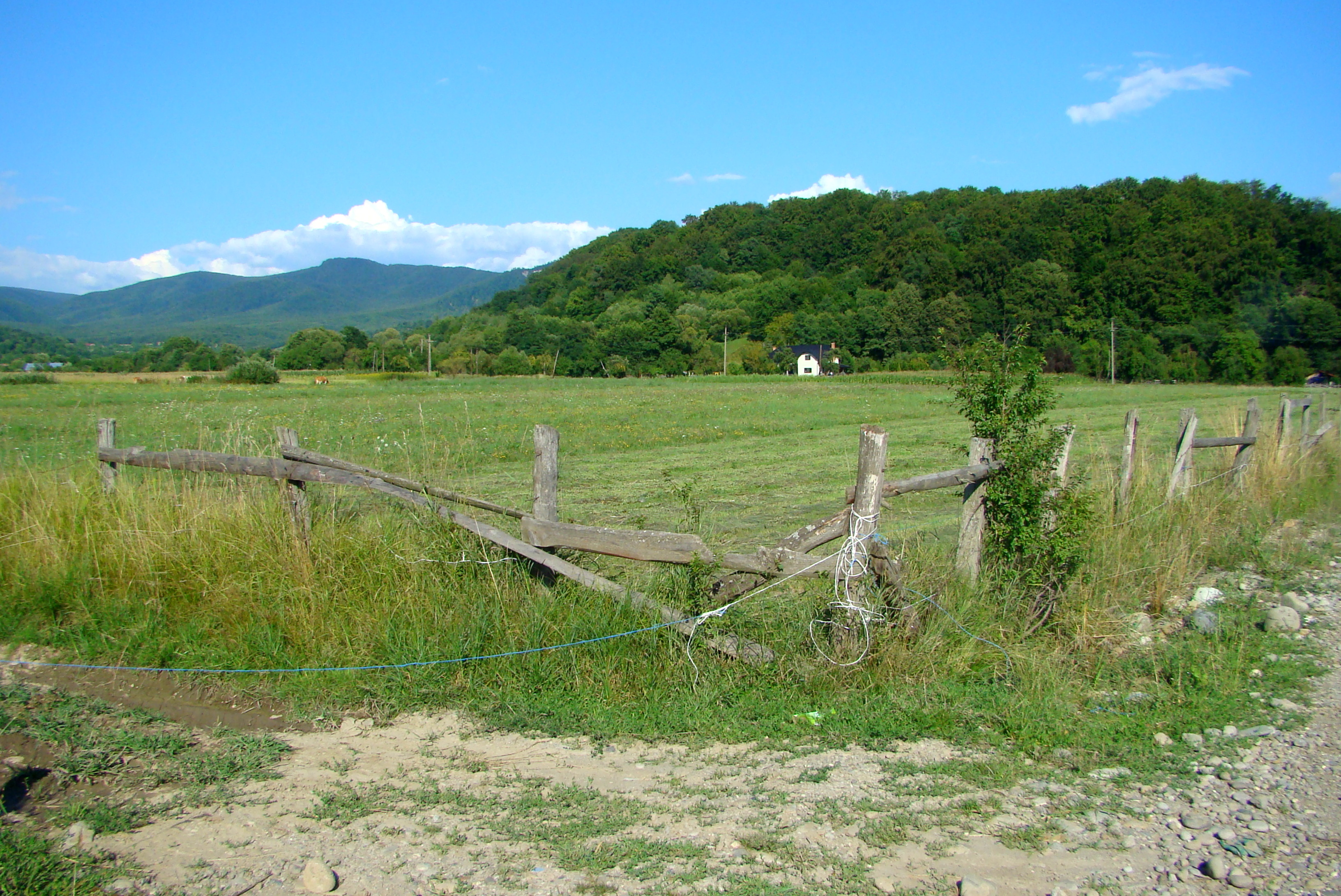